# ألفونسو كورتيس
ألفونسو كورتيس (بالإسبانية: Alfonso Cortés)‏ هو شاعر نيكاراغوي، ولد في 9 ديسمبر 1893 في ليون، نيكاراغوا في نيكاراغوا، وتوفي في 3 فبراير 1969.